# Boeing 737 AEW&C
O Boeing 737 AEW&C é um avião monoplano bimotor baseado no Boeing 737 NG, cuja função principal é a de controle e alerta aéreo antecipado. É uma aeronave mais leve que o Boeing E-3 Sentry, e é equipado com um radar electrónico fixo do tipo AESA sobre a fuselagem – modelo MESA fabricado pela empresa Northrop Grumman. O avião foi desenhado e desenvolvido para a Real Força Aérea Australiana (RAAF), sob o "Projecto Wedgetail" e designado E-7A Wedgetail.
O 737 AEW&C foi também seleccionado pela Força Aérea da Turquia (sob o "Projecto Águia da Paz"), pela República da Coreia (Projecto Olho da Paz) e pela Real Força Aérea Britânica (designado Wedgetail AEW1), e tem sido proposto para a Itália, para os Emirados Árabes Unidos, para o Catar e para a Força Aérea dos Estados Unidos da América a fim de substituir o Boeing E-3 Sentry.